# Venus Berlin
För andra betydelser, se Venus (olika betydelser).

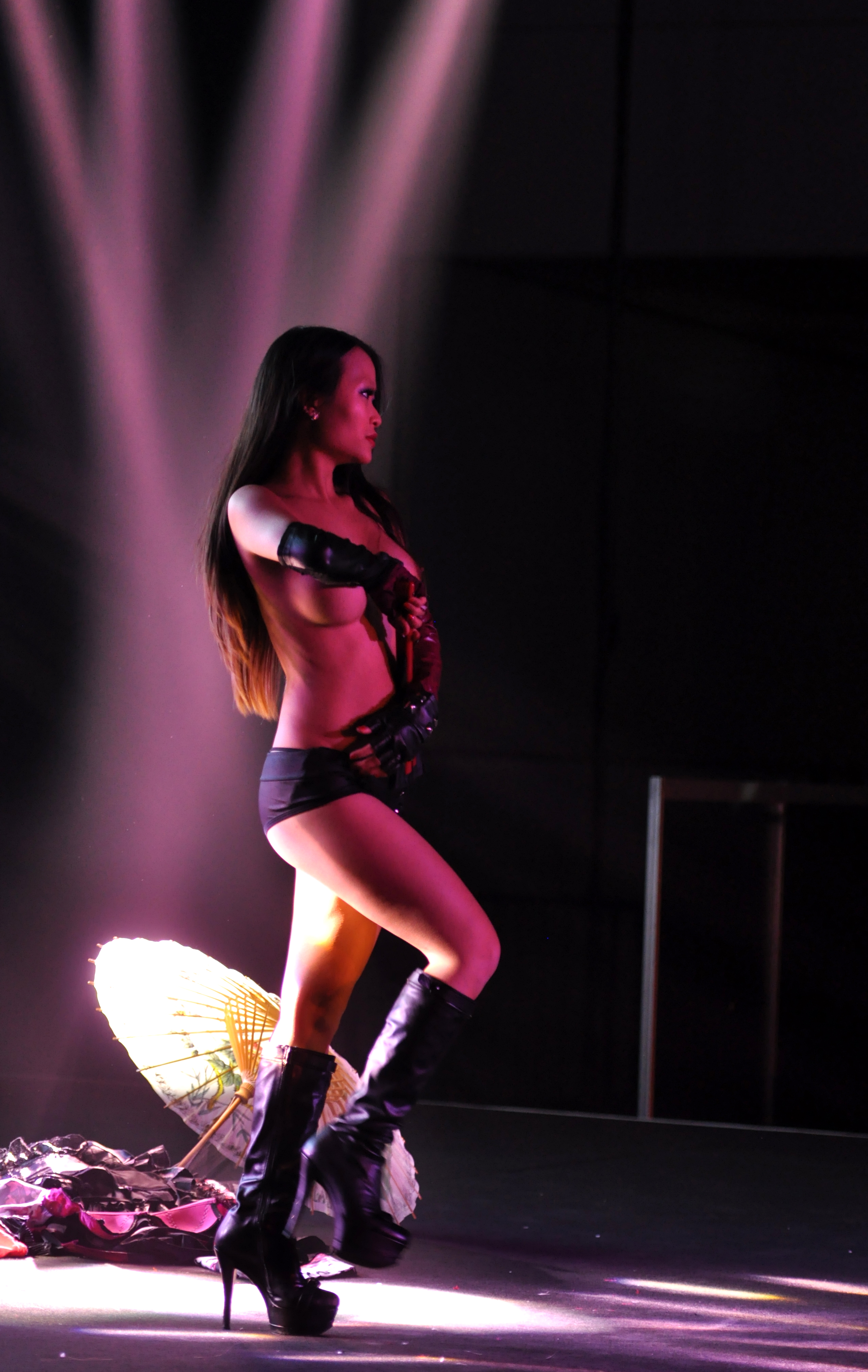
Liveshow på Venus 2014

Venus Berlin är en tysk fackmässa för erotica som startade år 1994 i Berlin. År 2006 hade man 400 utställare från 36 länder och besökare från över 60 länder. Detta gör att mässan är en av de största i kategorin mässor för vuxenunderhållning. Venus anordnas sedan 1997 på Berlins mässområde vid Funkturm. År 2006 anordnades också för första gången Venusmässor i Paris och Shanghai.
I anslutning till mässan delar den tyska pornografibranschen ut priset Venus Award, vilket 2005 bytte namn till Eroticline Award.
Mässan anordnas av VENUS Berlin GmbH.

### Nogter
1. ↑  Taz.de